# Selenia rubra
Selenia rubra är en fjärilsart som beskrevs av Barend J. Lempke 1970. Selenia rubra ingår i släktet Selenia och familjen mätare. Inga underarter finns listade i Catalogue of Life.